# Ballafayle Cairn
Der Ballafayle Cairn, (auch  Ballagory Horned Cairn genannt) in der Nähe von Ramsey, im Norden der Isle of Man in der Irischen See ist ein neolithischer Cairn, der als flacher (etwa 0,5 m hoher) in etwa dreieckiger Steinhügel zwischen 2000 und 1500 v. Chr. errichtet und 1928 ausgegraben wurde.
Der auf der einen Seite von Trockenmauerwerk begrenzte Hügel enthält viele zerbrannte Steine. Im Hügelinneren wurden zahlreiche eingeäscherte Bestattungen gefunden. Eine konkave Mauer am Hügelrand, die deutlich höher als der Steinhügel ist (der auch als leicht ansteigende Plattform beschrieben wird) grenzt an einen gepflasterten Vorplatz, auf dem zwei Menhire stehen. Diese Denkmalart ist ansonsten unbekannt.